# Prievidza

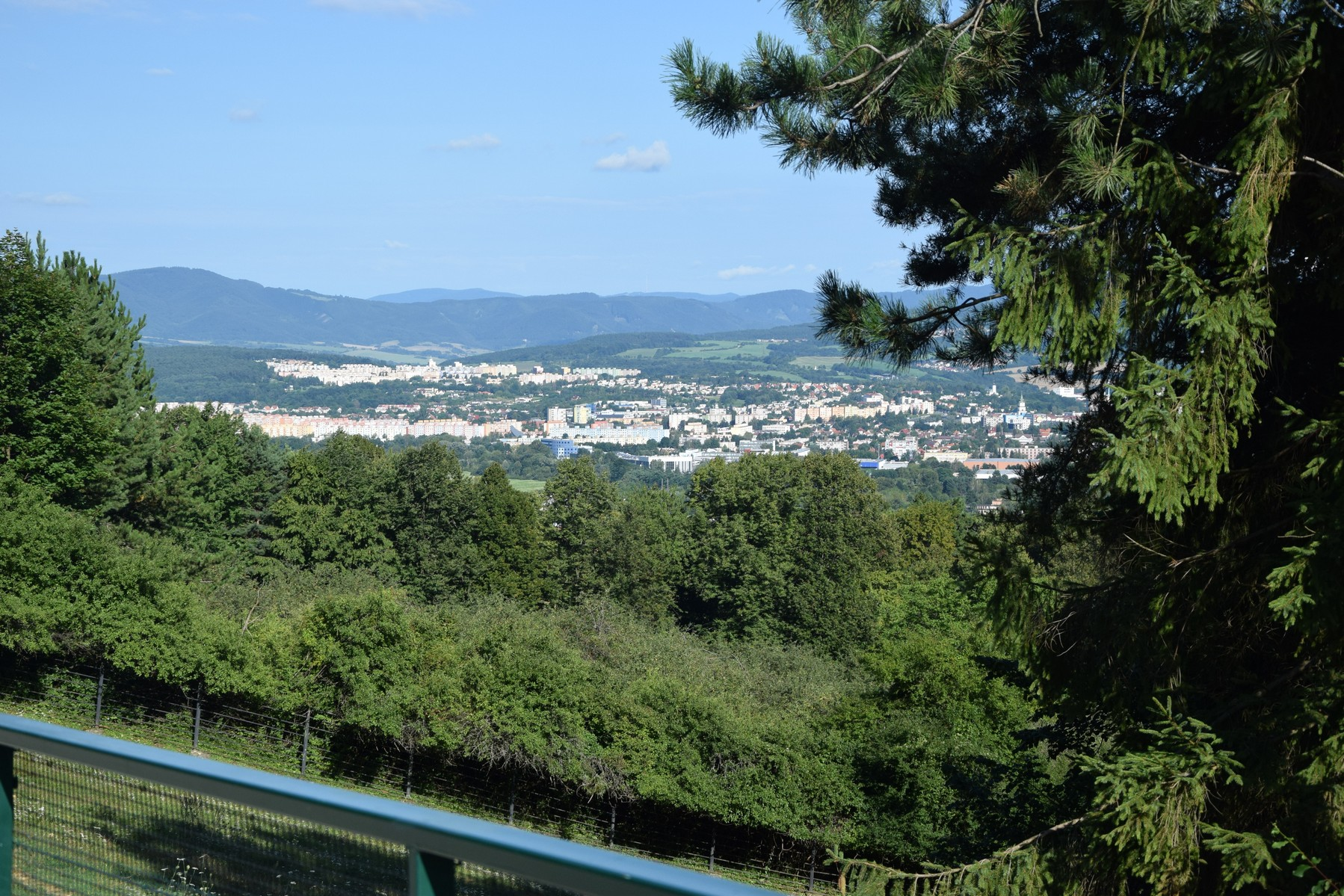
Panorama Prievidzy z terenu ZOO w Bojnicach

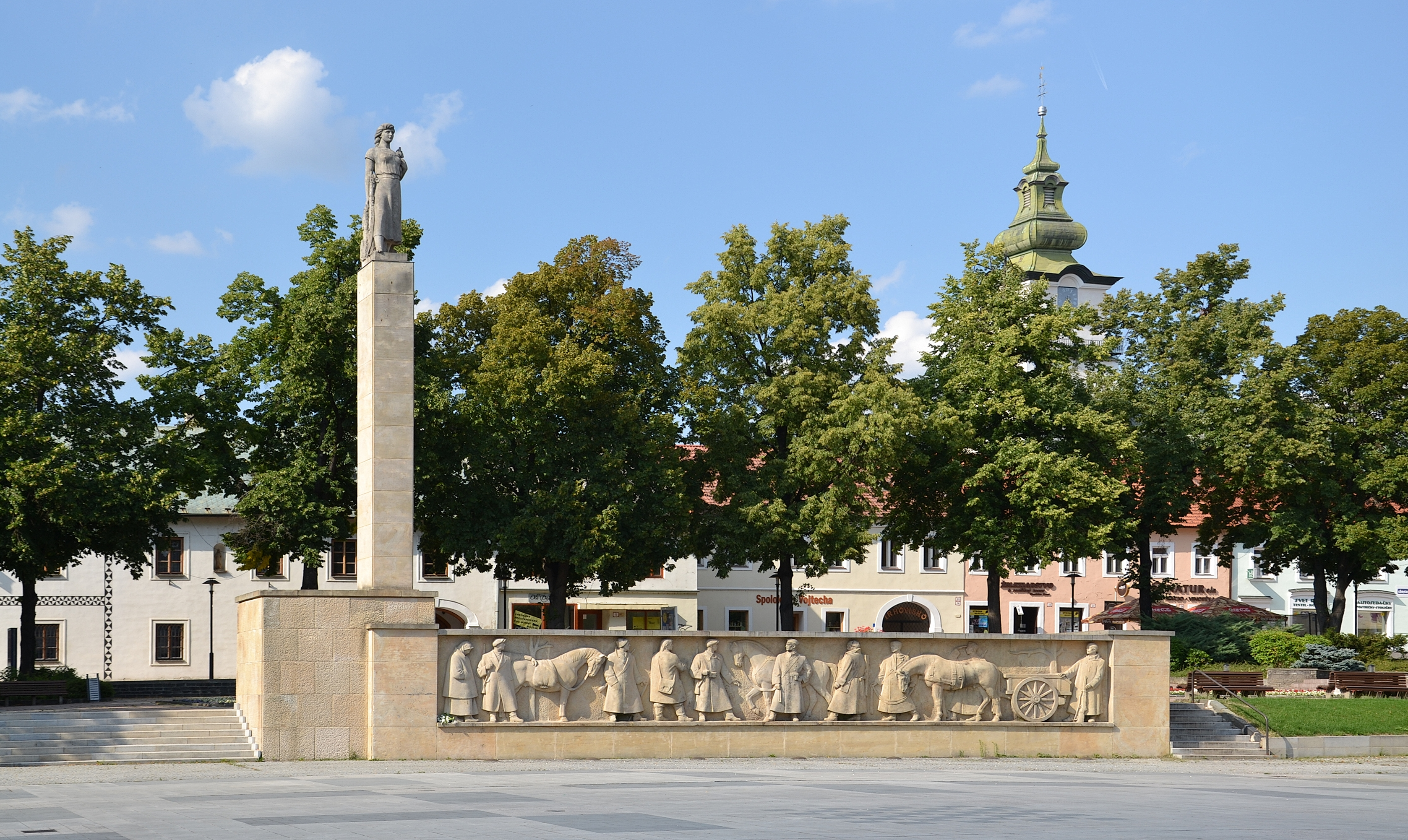
Pomnik poległym w Słowackim Powstaniu Narodowym

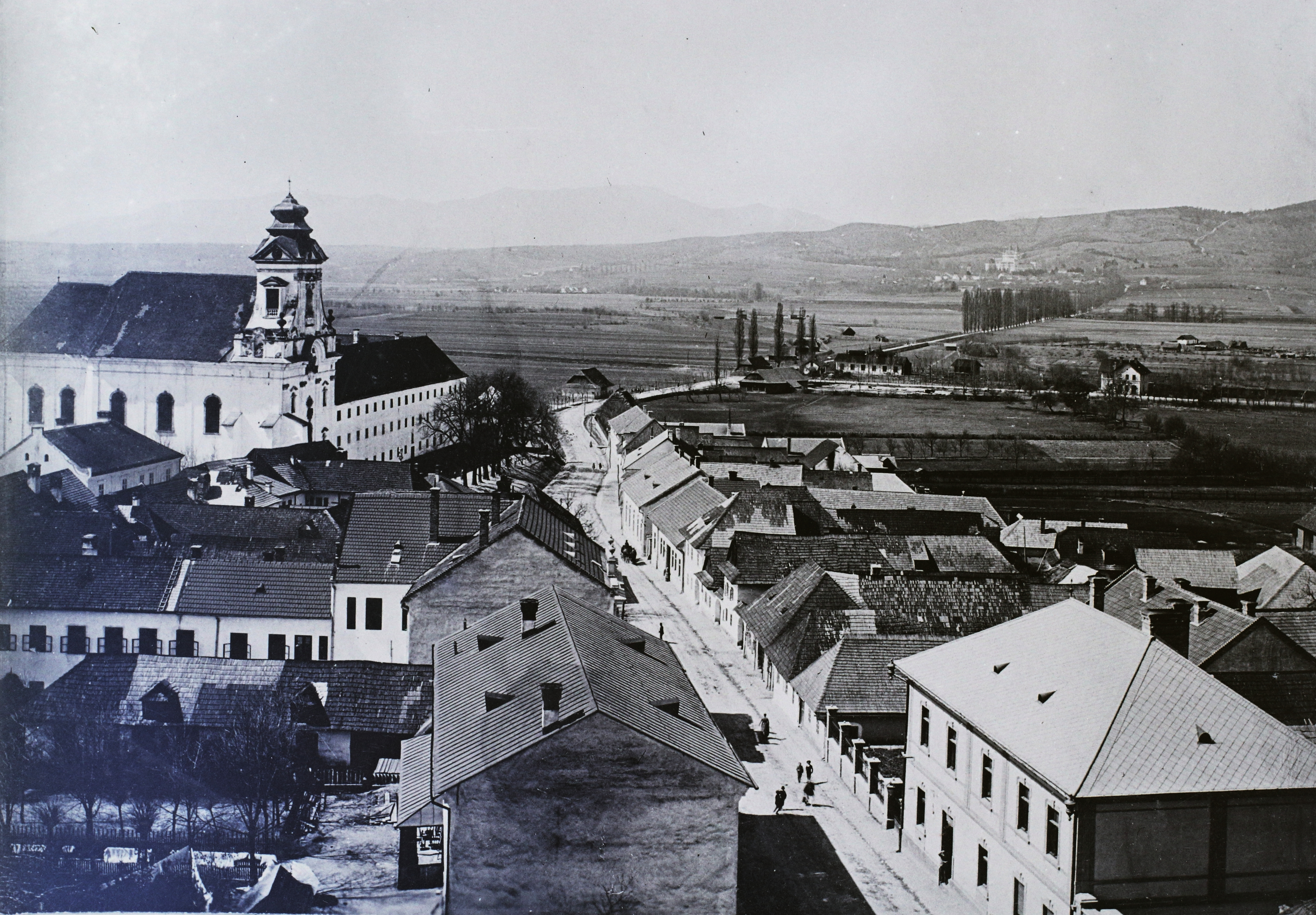
Prievidza na fotografii z 1906 r., po lewej kościół Najświętszej Trójcy i klasztor pijarów

Prievidza (węg. Privigye, niem. Priwitz) – miasto powiatowe na Słowacji, w kraju trenczyńskim. Siedziba władz powiatu Prievidza i administracyjno-gospodarcze centrum regionu Górnej Nitry.

## Położenie
Prievidza leży w Kotlinie Górnonitrzańskiej, na lewym brzegu rzeki Nitra, u podnóża Ptacznika. Wraz z sąsiednimi Bojnicami, leżącymi na prawym brzegu Nitry, zajmują wyraźne przewężenie między północno-zachodnim krańcem Ptacznika a pasmem Magury w Górach Strażowskich, które oddziela północną część Kotliny Górnonitrzańskiej od jej części środkowej. Zabudowania miasta leżą na wysokości od ok. 260 do 350 m n.p.m. Centrum miasta leży na wysokości ok. 280 m n.p.m. Południowym skrajem centralnej części miasta płynie rzeczka Handlovka, lewobrzeżny dopływ Nitry.

## Gospodarka
W mieście rozwinął się przemysł spożywczy, drzewny, skórzany oraz włókienniczy.

## Historia
Kotlina Górnonitrzańska była zamieszkana przez człowieka już w paleolicie, o czym świadczą znaleziska archeologiczne m.in. z samej Priewidzy, gdzie na Mariánskom vŕšku znaleziono pozostałości warsztatu produkcji kamiennych narzędzi, należącego do neandertalskich łowców.
Od czasów rzymskich wzdłuż Kotliny Górnonitrzańskiej wiódł ważny szlak handlowy – Via Magna. Jak świadczą znaleziska archeologiczne, już w czasach Państwa Wielkomorawskiego powstała przy niej w rejonie dzisiejszej Prievidzy pierwsza osada słowiańska. Pierwsza pisemna wzmianka o Prievidzy (cytowanej w formie Preuigan) pochodzi z rękopisu opactwa zoborskiego z 1113 r. W XIII w. w granicach dzisiejszego miasta (w rejonie kościoła Wniebowzięcia Marii Panny) powstał gród obronny, którym następnie władali różni feudałowie, w tym również potężny Mateusz Czak. Okresami obiekt pozostawał w rękach królewskich. Gród zanikł zapewne w trzeciej dekadzie XIV w. W tym czasie obok wspomnianego kościoła, otoczonego murem obronnym, istniała już osada, która z czasem znacznie się rozwinęła. Powstał prostokątny rynek otoczony niewielką siatką ulic, przy których powstały domy mieszczan. Pierwotna zabudowa była drewniana. Domy murowane zaczęto wznosić w wieku XVII, ale budynki drewniane stały w centrum miasta aż do początków XX w.
W 1325 r. Prievidza uzyskała prawa miejskie na wzór Cieszyna, zaś instancją apelacyjną była nieodległa Żylina. Od 1379 r. funkcję tę przejęła Krupina. Prawa wolnego miasta królewskiego wraz z obietnicą osobistej ochrony królewskiej Prievidza uzyskała 26 stycznia 1383 r. od królowej Marii Andegaweńskiej. Przywileje miejskie obejmowały wolny wybór wójta i proboszcza, swobodny rozwój rzemiosła i handlu, organizację cotygodniowych targów, prawo pobierania myta, budowy młynów i łowienia ryb w Nitrze i Handlovce oraz ściśle określony poziom podatków na rzecz korony. W 1430 r. Prievidza dostała się w ręce rodziny Noffrych - panów na Bojnicach i od tego czasu rozwijała się jako prywatne miasteczko bojnickiego „państwa” feudalnego. Przez następne dwa i pół wieku mieszczanie toczyli zawzięte spory z panami na Bojnicach o swe przywileje, utracone ostatecznie w 1770 r. Ukoronowaniem tych sporów był tzw. „Bunt kobiet” w 1771 r. – jedyne tego typu wydarzenie w dziejach Słowacji.
Położenie na uczęszczanym szlaku handlowym z południa na północ sprzyjało rozwojowi Prievidzy. Obok handlu mieszkańcy zajmowali się również rzemiosłem, zorganizowanym w sposób cechowy. Dominowali kożusznicy, sukiennicy, krawcy, a także rzemieślnicy pracujący na rzecz kupców: kołodzieje, kowale, rymarze itp. Dość licznie reprezentowani byli mieszkańcy pochodzenia niemieckiego. Rozwój miasta w XVI i XVII w. wielokrotnie przerywały napady wojsk tureckich oraz zawirowania powstań antyhabsburskich. M. in. w 1599 r. miasto zostało spalone w wyniku najazdu Turków. W 1673 r. pożar zniszczył część archiwum miejskiego.
W 1666 r. na zaproszenie hrabiny Pálffy do Prievidzy przybył zakon pijarów. Założyli oni tu klasztor z kościołem pod wezwaniem Najświętszej Trójcy. Przyklasztorna szkoła, otwarta już w 1667 r., stała się wkrótce istotnym dla regionu ośrodkiem nauki i kultury. W ciągu XIX w. wśród mieszkańców rosła słowacka świadomość narodowa. Uczyło się tu oraz wykładało wielu czołowych słowackich działaczy narodowych. W czasie Wiosny Ludów w 1849 r. przemawiał tu m.in. J.M. Hurban.
Dla dalszego rozwoju miasta istotne znaczenie miało doprowadzenie linii kolejowej z Topolczan (1896), którą następnie przedłużono do Nitrianskiego Pravna (1908) oraz do Handlovej (1913), a także zapoczątkowanie wydobycia węgla brunatnego w okolicy. Po powstaniu państwa czechosłowackiego w 1918 r. miasto stało się ważnym regionalnym ośrodkiem handlowym i przemysłowym, którego nie ominęły jednak zawirowania wielkiego kryzysu z lat 1929–1933. Mieszkańcy trudnili się również uprawą owoców i warzyw, a kobiety jeszcze do II wojny światowej zajmowały się domowym sukiennictwem i haftem.
Od kwietnia 1943 r. w okolicach miasta działał partyzancki oddział „Vtáčnik”. Po wybuchu Słowackiego Powstania Narodowego Prievidza stała się istotnym elementem w łańcuchu obrony Kotliny Górnonitrzańskiej oraz centrum dowodzenia dla całego regionu. Powołano Rewolucyjną Radę Narodową, która przejęła władzę w mieście oraz kierowanie jego obroną. Wydawano tu m.in. czasopismo „Povstanie”. Obronę zapewniały jednostki 4. Związku Taktycznego armii powstańczej i Górnonitrzańskiej Brygady Partyzanckiej, jednak 14 września 1944 r. miasto zajęły faszystowskie oddziały jednostki Schill. Próby odbicia miasta przez powstańców nie udały się.
4 kwietnia 1945 r. Prievidza została zajęta przez oddziały Armii Czerwonej. Po 1945 r. w mieście nastąpił rozwój przemysłu (wydobywczego, budowy kopalń, spożywczego, meblarskiego i in.), szkolnictwa, instytucji kultury. Nastąpił gwałtowny wzrost liczby mieszkańców miasta. Powstał dla nich szereg nowych osiedli mieszkaniowych, zwłaszcza na północ i północny wschód od starego centrum miasta.

## Zabytki
- Kościół św. Bartłomieja Apostoła;
- Kościół Najświętszej Trójcy (tzw. pijarski);
- Kościół Wniebowzięcia Marii Panny (słow. Mariánsky kostol);
- Klasztor pijarów;
- Kolumna Trójcy Świętej;
- Kolumna Mariańska.

## Sport
- HC Prievidza – klub hokejowy
- Mesto Prievidza – klub piłkarski
- ŠK Prievidza – klub szachowy

## Miasta partnerskie
- Ibbenbüren
- Šumperk
- Masaya
- Nijmegen
- Luserna San Giovanni
- Kraśnik
- Jastrzębie-Zdrój